# Gabriel Werner
Gabriel Werner (Paraná, Provincia de Entre Ríos, Argentina, 24 de noviembre de 1979 - Alta Gracia, Provincia de Córdoba, Argentina, 23 de noviembre de 2007) fue un piloto de automovilismo y preparador de automóviles de competición argentino. Desarrolló su carrera deportiva compitiendo exclusivamente en categorías de monoplazas, teniendo su mayor participación en las divisiones de la Fórmula 3 Sudamericana.
Junto a su padre Jorge y su hermano menor Mariano fundaron la escudería Werner Competición, escudería que con el paso del tiempo se convertiría en una de las estructuras más populares del automovilismo argentino. Tras su retiro como piloto a tiempo completo, se dedicó a la preparación de automóviles de competición, logrando en este rubro dos campeonatos de Fórmula Súper Renault en 2003 y 2004, con los pilotos federico Lifschitz e Ivo Perabó, mientras que en la Fórmula Renault Argentina hizo debutar a su hermano Mariano, conquistando el bicampeonato 2006-2007. Además de estas categorías, supo amplificar su espectro laboral, atendiendo unidades de la categoría Fórmula Renault Plus.
Falleció trágicamente el 23 de noviembre de 2007, mientras se encontraba en una sesión de prácticas de la categoría Fórmula Renault Plus, en Alta Gracia, Córdoba. Su deceso se produjo a un día de cumplir 28 años de edad. Como homenaje, su familia modificó el nombre de su equipo principal de Fórmula Renault, pasando a ser conocido como Gabriel Werner Competición.

## Biografía
Nacido en la ciudad de Paraná, en su infancia trabajó como ayudante de repartidor de leche, acompañando a su abuelo don "Tuno". Cuando contaba con diez años, en una de esas jornadas, Gabriel tuvo un accidente que paradójicamente le abrió las puertas a la práctica del automovilismo, ya que en compensación por el accidente sufrido, su abuelo le regaló un karting con el que realizó sus primeras armas en la especialidad. Su progresión lo llevó a participar a muy temprana edad en categorías zonales, hasta desembarcar en 1993 en la Fórmula Renault Argentina. Para ello, su padre José adquirió un chasis Crespi, dando inicio a la escudería familiar Werner Competición, siendo además la presentación de Gabriel a nivel nacional.
En 1994 consiguió un permiso especial para competir en la Clase B de la Fórmula 3 Sudamericana, a la cual arribó contando con 15 años de edad. Su carrera se alternó de esa manera entre la Fórmula Nacional y la Sudamericana, siempre confiando en el trabajo de su familia y con un presupuesto menor al de las escuderías más reconocidas. En los años siguientes, continuó compitiendo en la Fórmula 3 Sudamericana, llegando a formar parte de los equipos de Ricardo Risatti II y Gabriel Furlán, pero finalmente resolvió dejar su puesto en el año 2001, dedicándose a la preparación de automóviles.
En su faceta de preparador, supo apadrinar la carrera deportiva de Matías Russo en la Fórmula 3 Sudamericana y más tarde hizo lo propio en la Fórmula Súper Renault de Argentina, donde sucesivamente lograría los títulos de los años 2003 y 2004, de la mano de los pilotos Federico Lifschitz e Ivo Perabó. Tras el cese de las actividades de dicha divisional, mudó su estructura a la Fórmula Renault Argentina, donde además apadrinó la carrera deportiva de su hermano menor Mariano Werner, junto al cual obtuvo el bicampeonato de los años 2006 y 2007. Además, amplió su espectro laboral atendiendo unidades de la categoría Fórmula Renault Plus.
Su trayectoria finalizó trágicamente, cuando el 23 de noviembre de 2007 falleció como consecuencia de un accidente mientras se encontraba en sesiones de entrenamiento de la Fórmula Plus. En ese contexto, Werner se encontraba en el interior del trailer del proveedor de neumáticos de competición NA, calibrando una rueda para uno de sus monoplazas, cuando de repente esta explotó causándole graves heridas que lo terminaron llevando a la muerte. Su deceso se produjo a un día de cumplir 28 años de edad.
- [6]

## Resumen de carrera
| Temporada | Categoría                 | Equipo              | Coche                   | Carreras | Victorias | Podios | Poles | VR    | Puntos | Pos.  |
| --------- | ------------------------- | ------------------- | ----------------------- | -------- | --------- | ------ | ----- | ----- | ------ | ----- |
| 1995      | Fórmula Renault Argentina | Werner Competición  | Crespi-Renault          | 13       | 0         | 0      | 0     | 0     | 26.00  | 14.º  |
| 1996      | Fórmula Renault Argentina | Werner Competición  | Crespi-Renault          | ?        | 0         | 0      | 0     | 0     | 9.00   | 19.º  |
| 1996      | Fórmula 3 Sudamericana    | Werner Competición  | Ralt RT34-Mugen Honda   | ?        | 0         | 0      | 0     | 0     | 5.00   | 16.º  |
| 1997      | Fórmula 3 Sudamericana    | Risatti Racing Team | Dallara F394-Fiat       | 12       | 0         | 0      | 0     | 0     | 35.00  | 10.º  |
| 1998      | Fórmula 3 Sudamericana    | Werner Competición  | Dallara F394-Fiat       | 12       | 0         | 0      | 0     | 0     | 29.00  | 11.º  |
| 1999      | Fórmula 3 Sudamericana    | Werner Competición  | Dallara F394-Mitsubishi | 18       | 0         | 0      | 0     | 0     | 27.50  | 11.º  |
| 2000      | Fórmula 3 Sudamericana    | Werner Competición  | Dallara F394-Mitsubishi | 18       | 0         | 0      | 0     | 0     | 71.00  | 8.º   |
| 2001      | Fórmula 3 Sudamericana    | GF Motorsport       | Dallara F397-Mitsubishi | 5        | 0         | 0      | 0     | 0     | 22.00  | 12.º  |
| Fuente:   | [ 7 ]                     | [ 7 ]               | [ 7 ]                   | [ 7 ]    | [ 7 ]     | [ 7 ]  | [ 7 ] | [ 7 ] | [ 7 ]  | [ 7 ] |

## Palmarés

### Como preparador
| # | Año  | Categoría                 | Piloto             | Automóvil      |
| - | ---- | ------------------------- | ------------------ | -------------- |
| 1 | 2003 | Fórmula Súper Renault     | Federico Lifschitz | TOM'S-Renault  |
| 2 | 2004 | Fórmula Súper Renault     | Ivo Perabó         | TOM'S-Renault  |
| 3 | 2006 | Fórmula Renault Argentina | Mariano Werner     | Crespi-Renault |
| 4 | 2007 | Fórmula Renault Argentina | Mariano Werner     | Crespi-Renault |